# Pygarctia spraguei
Pygarctia spraguei är en fjärilsart som beskrevs av Augustus Radcliffe Grote 1875. Pygarctia spraguei ingår i släktet Pygarctia och familjen björnspinnare. Inga underarter finns listade.